# Downloading Nancy
Downloading Nancy (bra: Distúrbios do Prazer; prt: A Libertação de Nancy) é um filme estadunidense de 2008, dos gêneros drama e suspense, dirigido por Johan Renck e estrelado por Maria Bello e Jason Patric.
Estreou no Festival Sundance de Cinema em 2008.